# Liste der Monuments historiques in Huttendorf
Die Liste der Monuments historiques in Huttendorf führt die Monuments historiques in der französischen Gemeinde Huttendorf auf.

## Liste der Objekte
| Bezeichnung       | Beschreibung | Standort                        | Kennzeichnung | Schutzstatus | Datum | Bild           |
| ----------------- | --- | ------------------------------- | ------------- | ------------ | ----- | -------------- |
| Kanzel            | Holz, farbig gefasst und vergoldet, 18. und 19. Jahrhundert                                                                             | in der Kirche St-Vincent (Lage) | PM67001650    | Inscrit      | 1976  | weitere Bilder |
| Hauptaltar        | Altartisch, Tabernakel, Retabel, zwei Gemälde und zwei Skulpturen; Holz, farbig gefasst und vergoldet, sowie Ölfarbe auf Leinwand, 1776 | in der Kirche St-Vincent (Lage) | PM67000140    | Classé       | 1977  | weitere Bilder |
| Zwei Seitenaltäre | jeweils Altartisch, Retabel und eine Skulptur; Holz, farbig gefasst und vergoldet, 18. und 19. Jahrhundert                              | in der Kirche St-Vincent (Lage) | PM67001649    | Inscrit      | 1976  | weitere Bilder |